# Gabriel Zwilling
Gabriel Zwilling zwany też Gabrielem Didymusem (ur. ok. 1487 w Annebergu, zm. 1 maja 1558 w Torgawie) – niemiecki teolog luterański i działacz reformacyjny.
Gabriel Zwilling początkowo studiował na Uniwersytecie w Pradze, jednak przeniósł się do Wittenbergi, gdzie dołączył do zakonu augustianów a w 1512 roku podjął studia na tamtejszym Uniwersytecie. 14 października 1516 roku uzyskał bakalaureat i został wysłany przez Lutra w Erfurtu, by tam kontynuować studia, jednak powrócił do Wittenbergi po roku i 14 lutego 1518 roku uzyskał tytuł magistra. W kazaniach zaczął głosić hasła reformatorskie, a w kazaniu z 6 października 1521 roku potępił kult hostii i msze prywatne, domagał się, by Eucharystia była sprawowana pod obiema postaciami i zapowiedział, że nie będzie już sprawował żadnej mszy. Jego kazanie było skuteczne, bo msze w klasztorze augustianów zostały zniesione a mnisi masowo odchodzili z zakonu. Zaczął głosić hasła reformatorskie w Wittenberdze i Eilenburgu, gdzie krytykował kult wizerunków, sprawował Wieczerzę Pańską w języku niemieckim i próbował nawet odsunąć od kazalnicy Justusa Jonasa i Amsdorfa. Był blisko związany z Karlstadtem, jednak uznał przywództwo Lutra po jego powrocie. Za rekomendacją Lutra 17 kwietnia 1522 roku rozpoczął posługę Altenburgu, jednak po kilku miesiącach został odsunięty ze względu na to, co czynił w Eilenburgu. Cieszył się jednak szacunkiem Lutra i znalazł w nim swego obrońcę. W 1523 rozpoczął posługę w Torgawie, gdzie popadł w konflikt z władzami świeckimi i w 1549 roku został odsunięty od urzędu, jednak nadal mieszkał w tym mieście i do swej śmierci był kapelanem matki i żony elektora Maurycego Wettyna. Był jednym z sygnatariuszy Artykułów Szmalkaldzkich.